# Parc naturel du Montseny
Le Parc national et la réserve de biosphère de Montseny est un parc national créé sur une partie du massif du Montseny dans la province de Barcelone et la province de Gérone en 1987,.
Cette aire protégée est une Zone spéciale de conservation (ZSC) et une Zone de protection spéciale (ZPS) du réseau Natura 2000 définie par la Convention de Ramsar visant la conservation des types d'habitats et des espèces animales et végétales.

## Description
Il est géré par la Députation provinciale de Barcelone et la Députation provinciale de Gérone. C'est également une réserve de biosphère de l'UNESCO depuis 1978. Créé en 1977, il a été désigné parc naturel en 1987.
Il est jumelé avec le Parc national des Cévennes (France) depuis 1987, et avec le Parc international La Amistad (Costa Rica et Panama), depuis 1994, tous deux également déclarés réserves naturelles de biosphère. Avec les deux, il maintient des programmes d'action triennaux distincts qui ont permis de développer de multiples actions conjointes.

## Faune et flore

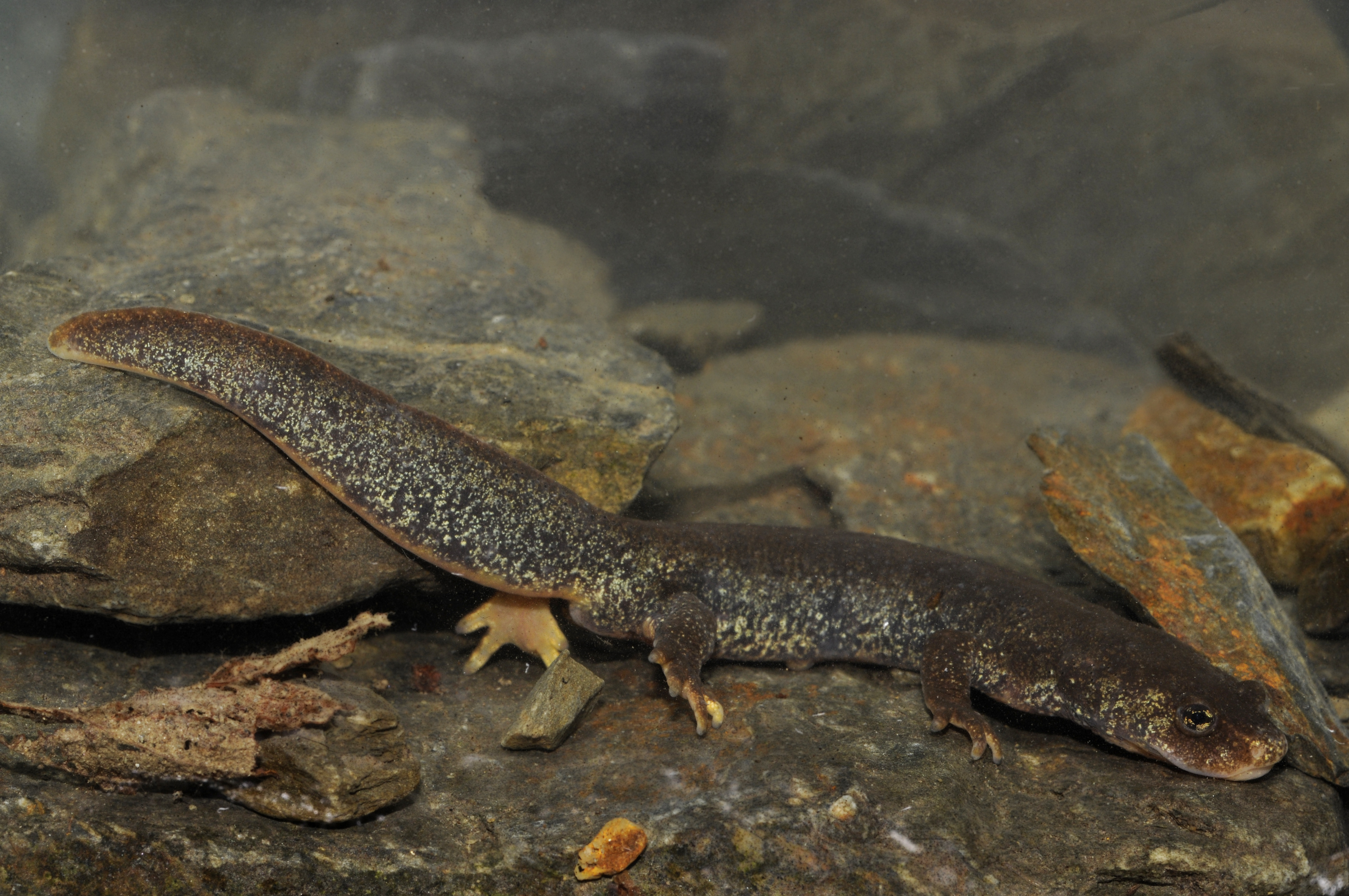
Triton de Montseny.

La nature forestière du Montseny détermine en grande partie la faune qui l'habite. Dans la forêt de chênes, on trouve le sanglier, le renard, la genette commune ou le lérot, parmi les mammifères les plus connus ; l'autour des palombes, le geai ou le merle, parmi les oiseaux les plus communs, et plusieurs types d'amphibiens, de reptiles et de poissons. 
Ce qui donne un caractère plus unique à la faune, cependant, ce sont les espèces d'influence d'Europe centrale, qui sont souvent isolées, comme la grenouille rousse, le triton Montseny, la seule espèce de vertébré endémique de Catalogne, ou la musaraigne. D'autres espèces à répartition typiquement européenne centrale sont le lièvre, le loir, le pipit spioncelle, le bouvreuil pivoine, le lézard vert et la vipère.